# ایهور پارخومنکو
ایهور پارخومنکو (انگلیسی: Ihor Parkhomenko؛ زادهٔ ۳ ژوئیهٔ ۱۹۷۲) ورزشکار Archery اهل Ukrainian است. او از کمانداران بازی‌های المپیک تابستانی ۲۰۰۰ بوده است.